# Bertram Hopkinson
Pour les articles homonymes, voir Hopkinson.
Bertram Hopkinson (Birmingham, 11 janvier 1874 – mort accidentellement le 26 août 1918), est un avocat spécialisé en droit des brevets et professeur de mécanique et de mathématiques appliquées à l'université de Cambridge.

## Biographie
Bertram Hopkinson est le fils de John Hopkinson un ingénieur en électricité. Il a étudié au Trinity College (Cambridge), et est devenu avocat après l'obtention de son diplôme. À la suite du décès de son père, de son frère et de deux de ses sœurs dans un tragique accident de montagne en 1898, il change de carrière pour l'ingénierie et prend la suite des travaux de son père.
Il développe alors la barre de pression qui porte son nom (1914). L'application initiale de cet appareil de mesure est essentiellement pour étudier des pressions pendant des événements fortement dynamiques tels qu'une détonation explosive ou l'impact des balles.
En 1903, Bertram Hopkinson est élu directeur du département de mécanique et mécanique appliquée à Cambridge, et en 1910, membre de la Royal Society.
Il est mort dans un accident d'avion en 1918.